# Marianne Valéry
Marianne Valéry, née le 26 juin 1946, est une comédienne et metteuse en scène française.

## Biographie
Elle suit les cours de Jean Périmony, puis de Raymond Girard. Au début des années 70, elle anime la compagnie Sganarelle à Paris. 
En 1976, elle fonde Les Baladins en Agenais avec Roger Louret et Nicolas Marié.
En 1984, elle crée un cours d'art dramatique à Agen et Monclar. 
Elle a eu comme élèves, entre autres, Selma Kouchy, Laurent Biras, Michel Fau, Philippe Candelon, Jean-Paul Delvor, Benoit Solès, Fabrice de La Villehervé, Benoît Lavigne, Christophe Duthuron, Fiona Chauvin, Aurélie Viel, Arnaud Vrech, etc.

## Théâtre
- 2019 : Pauvres Vieilles[3]
- 2013 : Une heure et demie de retard, de Gérald Sibleyras et Jean Dell[4]
- 2011 : L'Avare, de Molière
- 2007 : Une fête inoubliable, de Gérard Darier[5]
- 2007 : Jour de soldes, de Gérard Darier[6]
- 1999 : Le Sas, de Michel Azama[7]
- 1995 : Andromaque, de Jean Racine[8]
- 1993 : Les vacances brouillées, de Benjamin Vincent[9]
- 1990 : Les Troyennes, d'Euripide
- 1989 : Les Monstres sacrés, de Jean Cocteau[10]
- 1986 : Ma vie n'est plus un roman de Michel Déon[11]
- 1986 : Aliénor, duchesse d'Aquitaine, de Benjamin Vincent[12]
- 1986 : Le Portail de la solitude, de Jean-Paul Taillardas[13]
- 1984 :  La Jacassière, de Gilbert Léautier[14]
- 1983 : Drôle de cabaret, d'Alban Jardel[15]
- 1980 : Tante ou L'Officier, de Roger Louret[16]
- 1980 : Des souris et des hommes, de John Steinbeck[17]
- 1980 : Galla ou Le jour de congé, d'Inès Cagnati[18]
- 1979 : La Double Inconstance, de Marivaux[19]
- 1977 : Il faut qu'une porte soit ouverte ou fermée, d'Alfred de Musset[20]
- 1977 : Un caprice, d'Alfred de Musset[21]
- 1977 : Le Jeu de l'amour et du hasard, de Marivaux[22]
- 1977 : La Baby-sitter, de René de Obaldia[23]
- 1976 : L'Arlésienne, d'Alphonse Daudet[24]
- 1976 : Les Folies amoureuses, de Jean-François Regnard[25]
- 1976 : La Ronde, d’Arthur Schnitzler[26]
- 1976 :  La Voix humaine
- 1975 : La Centième nuit (Sotoba Komachi), de Yukio Mishima[27]
- 1975 : La Locandiera, de Carlo Goldoni[28]
- 1975 : La Surprise de l'amour, de Marivaux[29]

## Mises en scène
- 2004 : Raptus, d'Aurélie Viel
- 1987 : La guerre de Troie n'aura pas lieu, de Jean Giraudoux